# Raschid Daniel Sidgi

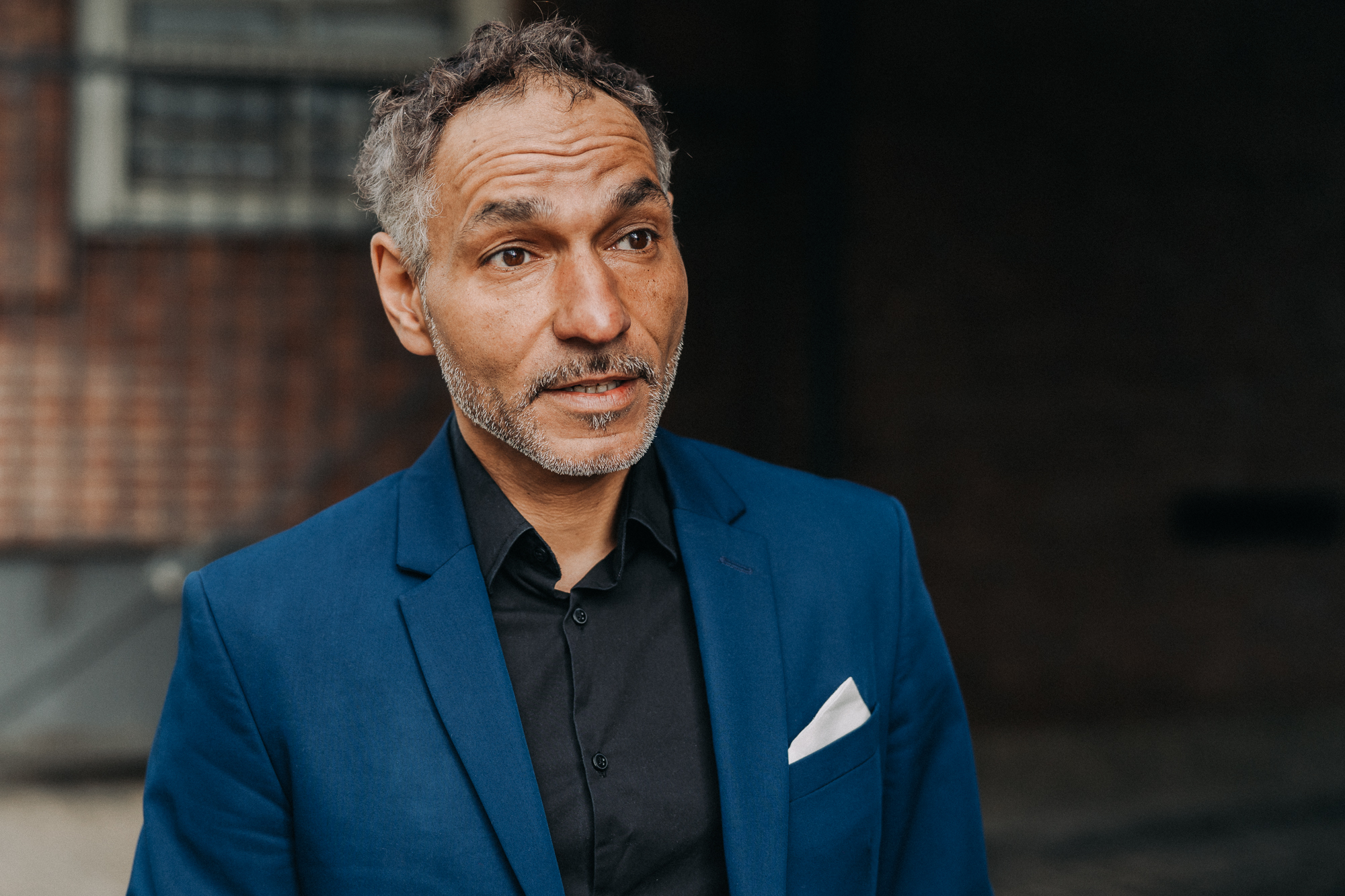
Raschid Daniel Sidgi, Leipzig 2022

Raschid Daniel Sidgi, auch Raschid D. Sidgi (* 1974 in Weimar), ist ein deutscher Schauspieler, Hörspielsprecher, Regisseur, Musiker und Musikproduzent.

## Schauspiel und Hörspiel
Von 1994 bis 1998 war Sidgi	Schauspieleleve am Theater Nordhausen und der HMT Leipzig, mit Bühnenreifeprüfung im Juni 1998.
Nach seiner Bühnenreife war Raschid Daniel Sidgi in den Jahren 2000–2005 festes Ensemblemitglied am Theater der jungen Welt Leipzig und am Eduard-von-Winterstein Theater Annaberg. Seit 2005 ist er freischaffend und arbeitete u. a. als Gast am LT Tübingen, Theater Reutlingen, Theater Titanick Münster, Krystallpalast Varieté Leipzig und am Schauspiel Leipzig.
2002 gründete er zusammen mit den Schauspielkollegen Karin Werner und Thorsten Giese in Leipzig das freie Ensemble Theaterturbine, welches sich hauptsächlich der Improvisation und Stückentwicklungen verschrieben hat.
Vielen Kindern Mitteldeutschlands ist Raschid Daniel Sidgis Stimme u. a. aus der MDR Hörspielserie Figarinos Fahrradladen bekannt, von der bislang mehr als 700 Folgen produziert wurden. Dort spricht Sidgi die beiden Hauptfiguren Figarino und seinen Kater Long John Silver.
Neben seiner Sprechertätigkeit in Hörspielen, Hörbüchern und als Synchronsprecher steht Raschid Daniel Sidgi regelmäßig für Film und Fernsehen vor der Kamera.
Seit 2006 ist er zudem als Regisseur im Theater und für die Kamera aktiv, und er ist seit 2012 künstlerischer Leiter des Improv Theater Festivals MOMENTA in Leipzig.

## Musik
Seit Mitte der 1990er Jahre ist Raschid Daniel Sidgi auch als Musiker und Musikproduzent aktiv. Er veröffentlichte mit verschiedenen Bands Alben und spielte etliche Konzerte. Außerdem schrieb er Musik für Theater-, Film- und Hörspielproduktionen. Er war 2001 einer der Gründer des Labels und Tonstudios transport music. In der Musik benutzt Raschid Daniel Sidgi immer wieder das Pseudonym SIDIQUE.

## Filmographie (Auswahl)
- 2007: On a Verge / Am Rande (Spielfilm)
- 2008: Juri (Spielfilm)
- 2010: Heimat, die ich fand... (Spielfilm)
- 2010: Fernes Land (Spielfilm)
- 2010: Alarm für Cobra 11 (Serie, 1 Folge)
- 2012: Schloss Einstein (Serie, 1 Folge)
- 2012: Tatort: Melinda (Fernsehreihe)
- 2013: Wie Männer über Frauen reden (Spielfilm)
- 2013: In aller Freundschaft (Serie, 1 Folge)
- 2014: Terra X: Die Spur des Geldes (Doku-Reihe)
- 2014: Mandy – das Sozialdrama (Spielfilm)
- 2014: After Spring comes Fall (Spielfilm)
- 2014: Merry Xmass (Kurzfilm)
- 2015: Blockbustaz (Serie, 1 Folge)
- 2015: Dimitrios Schulze (Fernsehfilm)
- 2018: Zürich Krimi: Borchert und der Sündenfall (Serie, 1 Folge)
- 2020: Jerusalem – City of Faith and Fury (Serie, 1 Folge)
- 2020: Ethno (Serie, 2 Folgen)
- 2020: Para – Wir sind King (Serie, Staffel 1, 4 Folgen)
- 2022: Die Kanzlei (Serie, 1 Folge)
- 2022: SOKO Wismar (Serie, 1 Folge)
- 2022: Para – Wir sind King (Serie, Staffel 2, 5 Folgen)
- 2022: Morden im Norden (Serie, 1 Folge)
- 2023: Der Usedom – Krimi (Serie, 1 Folge)
- 2023: Gute Zeiten, schlechte Zeiten (Serie, 2 Folgen)
- 2023: Der Usedom-Krimi: Geburt der Drachenfrau (Fernsehreihe)
- 2025: Morden im Norden (Fernsehserie, Folge Mein Herz schreit)

## Hörspiele (Auswahl)
Die ARD-Hörspieldatenbank listet ihn unter der Namensvariante Raschid D. Sidgi auf.
- 2004: Martin Andersen Nexø: Pelle, der Eroberer (zwei- und fünfteilige Fassung) (Ausrufer 1) – Regie: Götz Fritsch (Hörspielbearbeitung – MDR)
- 2006: Albert Sidney Fleischman: Firma Zaubermeister & Co. (Bandit) – Regie: Wolfgang Rindfleisch (Hörspielbearbeitung, Kinderhörspiel – MDR)
- 2006: Giorgio Scerbanenco: Ein pflichtbewusster Mörder (Michelone) – Regie: Leonhard Koppelmann (Hörspielbearbeitung, Kriminalhörspiel – MDR)
- 2006: Willis Hall: DIE ZEIT – Kinderedition: Und Dinosaurier gibt es doch (Polizist) – Regie: Jürgen Dluzniewski (Hörspielbearbeitung, Kinderhörspiel – MDR)
- 2008: Volkmar Röhrig: Radio-Tatort: Schöne Aussicht (Dealer) – Regie: Götz Fritsch (Original-Hörspiel, Kriminalhörspiel – MDR)
- 2008: James Krüss: Weihnachten im Leuchtturm auf den Hummerklippen (Kurzfassung) (Bote) – Regie: Hans Helge Ott (Hörspielbearbeitung, Kinderhörspiel – MDR)
- 2009: Uwe Johnson: Das dritte Buch über Achim (2 Teile) (Foto 2/Trikot/Zuschauer) – Bearbeitung und Regie: Norbert Schaeffer (Hörspielbearbeitung – NDR/MDR)
- 2015: Alice Munro: Die Überfahrt – Bearbeitung und Regie: Irene Schuck (Hörspielbearbeitung – MDR/NDR)
- 2016: Christian Hussel: Atmen (Bauer) – Regie: Thomas Wolfertz (Originalhörspiel – MDR)
- 2016: Ingo Schulze: Augusto, der Richter (Albaner) – Regie: Ulrich Lampen (Hörspielbearbeitung – MDR/BR)
- 2018: Stanisław Lem: Der Unbesiegbare (Kopfstimme eines Toten) – Regie: Oliver Sturm (Hörspielbearbeitung, Science-Fiction-Hörspiel – MDR)
- 2019: Milena Michiko Flašar: Herr Kató spielt Familie (Nachbar) – Regie: Heike Tauch (Hörspielbearbeitung – MDR)
- 2022: Dirk Laucke: Radio-Tatort: Ramsch (Lance) – Regie: Stefan Kanis (Originalhörspiel, Kriminalhörspiel – MDR)
- 2022: Gert Prokop: Timothy Truckle ermittelt (3. Folge: Spiel auf Leben und Tod) (Maître II) – Regie: Wolfgang Seesko (Hörspielbearbeitung, Kriminalhörspiel – MDR)

## Diskographie (Auswahl)
- 2001 Lobster – Not a Desease (Single)
- 2002 miyukah – Smilin' Flow (Album)
- 2003 Nina Hagen – BigBand Explosion (Album)
- 2003 Mocca D'Oro – Girasole (EP)
- 2009 Cinnamon – Pilot (Album)
- 2010 Schwarzkaffee – Black Coffee (Album)
- 2012 Schwarzkaffee – In The Machine (Album)
- 2014 Schwarzkaffee – Radio Frequency (Album)
- 2015 Freak Empire – FE 26 55,55 (Album)
- 2016 Schwarzkaffee – Hands up (Album)
- 2018 Sidique – The Bionic Mixtape Sessions Vol.One (Album)
- 2020 Sidique – Panther (Single)
- 2021 Freak Empire – Giant Breaks (Album)
- 2023 Sidique – The Ancestors Diaries Vol.Two (Album)